# مارسيلو بورغز
مارسيلو بورغز (بالإنجليزية: Marcello Borges)‏ هو لاعب كرة قدم أمريكي في مركز الدفاع، ولد في 13 سبتمبر 1997 في كيرني في الولايات المتحدة. لعب مع Flint City Bucks ‏.

## وصلات خارجية
- مارسيلو بورغز على موقع قاعدة بيانات كرة القدم.إي يو (الإنجليزية)
- مارسيلو بورغز على موقع Soccerway.com (الإنجليزية)